# Dolores Moreira
Dolores Moreira Fraschini est une skipper uruguayenne née le 16 février 1999 à Paysandú.

## Carrière
Dolores Moreira Fraschini est médaillée d'argent aux Jeux panaméricains de 2015 à Toronto.
Elle est le porte-drapeau de la délégation uruguayenne lors de la cérémonie d'ouverture des Jeux olympiques d'été de 2016.